# Chichée
Chichée település Franciaországban, Yonne megyében. Lakosainak száma 299 fő (2022. január 1.). Chichée Béru, Chablis, Chemilly-sur-Serein, Fleys és Préhy községekkel határos.

## Népesség
A település népességének változása:
| Lakosok száma | 340  | 326  | 335  | 311  | 308  | 303  | 302  | 300  | 299  |
|               | 2013 | 2015 | 2016 | 2017 | 2018 | 2019 | 2020 | 2021 | 2022 |